# デバ川
デバ川(デバがわ、バスク語: Deba ibaia, スペイン語: Río Deva)は、イベリア半島北部、スペイン・バスク自治州ギプスコア県を流れる河川。

## 流域
バスク山脈のウルキリャ山地にあるアルラバン山(Arlaban)の西麓、バスク自治州・ギプスコア県・サリナス・デ・レニス(Salinas de Leniz)に端を発する。サリナス・デ・レニスはギプスコア県の最南西端にある自治体であり、アラバ県と接している。デバ川はギプスコア県の西端部を南から北に流れ、河口のデバでビスケー湾（大西洋）に注いでいる。デバ川が形成する谷はギプスコア県西部の主要な交通路であり、アラバ県都ビトリア＝ガステイスとエイバルを結ぶGI-627号線が走っており、より直線的なルートでビトリア＝ガステイスとギプスコア県都サン・セバスティアンを結ぶAP-1号線も走っている。下流部のエイバルからデバまではバスク鉄道の路線がデバ川に沿って走っており、この路線はビスカヤ県都ビルバオとサン・セバスティアンを結んでいる。また、デバ川流域は工業が発展しており、アラサーテ/モンドラゴンはモンドラゴン協同組合企業本社の所在地として知られるほか、エイバルは「武器の町」、エルゴイバルは「工作機械の首都」という愛称を持つ。
ギプスコア県を流れてビスケー湾に注ぐ河川には、東から西に、ビダソア川、ウルメア川、オリア川、ウロラ川、デバ川などがある。ギプスコア県の南西端にはアルト・デバ（上デバ）というコマルカ（郡）があり、北西端にはバホ・デバ（下デバ）というコマルカがある。いずれもデバ川の流域にあり、名称は河川名に由来する。中流部のアルト・デバにはアレチャバレタ、アラサーテ/モンドラゴン、ベルガラ、オニャティ（デバ川本流ではなく支流沿い）などの自治体があり、下流部のバホ・デバにはエイバル（支流沿い）、エルゴイバル、デバ（河口部）などの自治体がある。デバ川の流域の大部分はギプスコア県にあるが、アラバ県のアラマイオ、ビスカヤ県のマリャビアとエルムアのみは例外的である。